# Тринадцятий місяць
Тринадцятий місяць (інтеркалярний місяць, вставний місяць) — додатковий місяць, що додається до традиційного 12-місячного календаря для коригування рахунку дат відповідно до фактичних астрономічних подій, а також у практиці фінансового обліку. Використовується у місячно-сонячних календарях.
- У шумерському календарі додають кожні кілька років після одного з півріч для урівнювання місячного та сонячного циклів.
- У давньоперсидському календарі додають один раз на шість років для компенсації різниці з тропічним роком.
- У єврейському календарі вставляють перед адаром (дванадцятим місяцем за традиційним рахунком чи шостим за сучасним).
- Китайський календар можуть вставляти після різних місяців.
- У бухгалтерському обліку банківських установ — умовний місяць, який тимчасово призначають як платіжні документи, які фактично надійшли в новому році, але підлягають включенню до обліку за проведеннями попереднього року.

Необхідність цього облікового прийому різко знизилася з переходом до електронних платежів.
- У зороастрійському календарі — спандармад-віхезаг (піхл. spandārmad-wihēzag) — «вставний спандармад».
- У давньоримському республіканському календарі — мерцедоній (лат. Mercedonius).
- У єврейському календарі — «Адар алеф», або «Адар Рішон» (перший адар); «звичайний» адар отримує назву «адар бет», або «адар шені» (другий адар). Іноді вставним місяцем вважається другий адар, званий також «веадар» («ве» — союз «і»), проте згідно з Мішне (Мегіла 1:4) вставним місяцем є перший адар.

## У культурі
- Три богатирі та принцеса Єгипту